# Lodewijk de Koninck

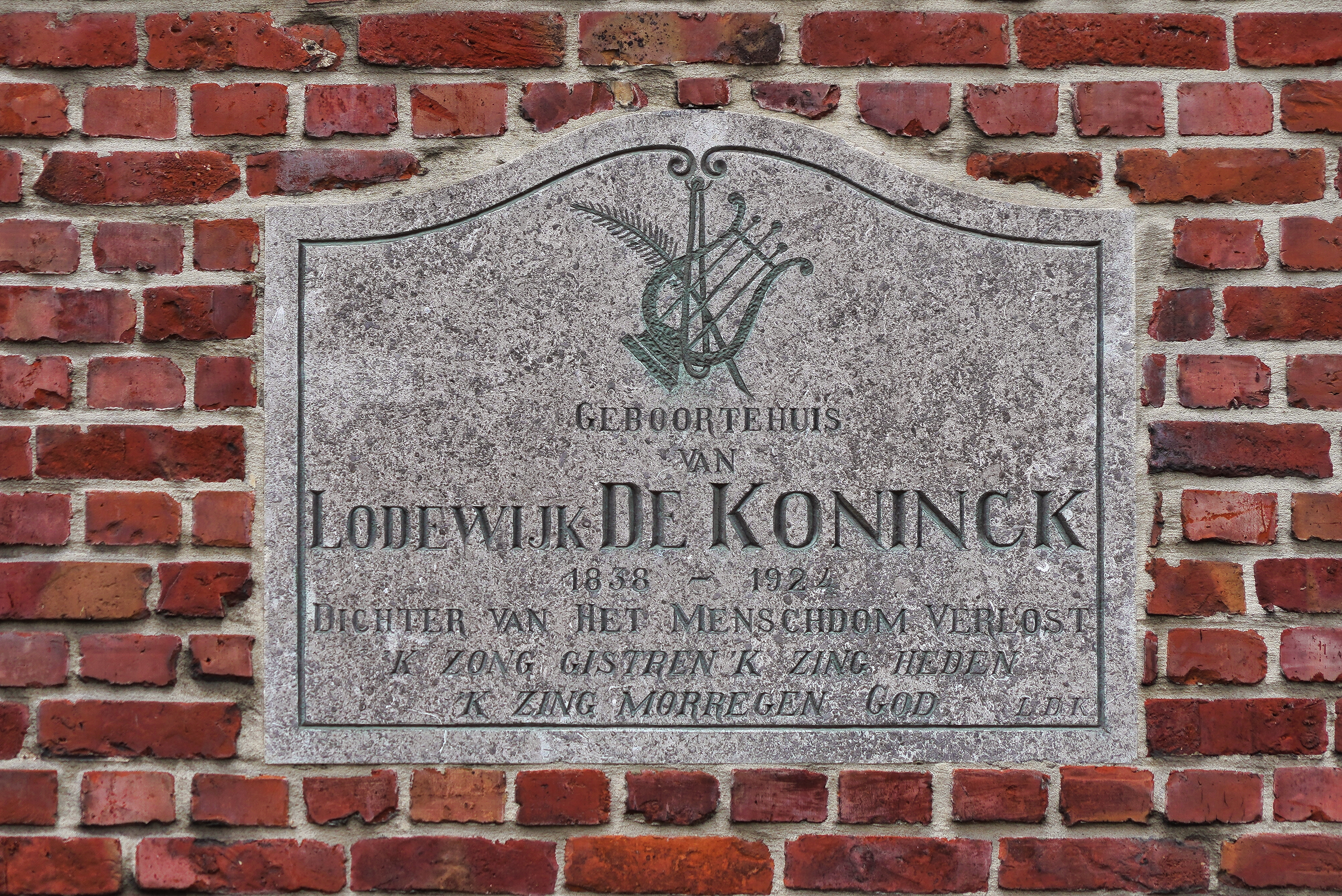
Herdenkingsplaat geboortehuis Lodewijk de Koninck

Lodewijk de Koninck (Hoogstraten, 30 oktober 1838 - Retie, 22 maart 1924) was een Vlaams schrijver en dichter.

## Jeugd van Lodewijk de Koninck
De ouders van Lodewijk, Christoffel de Koninck (°13-11-1801, Wortel - †1-7-1876) en Maria Catharina Jorens (°6-7-1809, Minderhout - †15-8-1885), waren hoveniers. Zijn grootouders hadden als hoveniers gewerkt op het kasteel van prins Konstantijn van Salm-Salm. Lodewijk de Koninck werd geboren op 30 oktober 1838 te Hoogstraten.
Als jongen liep hij school bij meester Jacques Van Aertselaer, een rasonderwijzer en karaktervormer zoals er, naar getuigenis van ieder die hem kende, niet licht een tweede te vinden was.  Elk jaar bracht de jonge Lodewijk de eerste prijs mee naar zijn ouders. In Hoogstraten stond Lodewijk de Koninck bekend onder de bijnaam 'Sire', een naam die hij in de klas kreeg van de schoolopziener die hem op de schouder tikte en zei: "Sire, dat hebt u goed gedaan."  Hij bracht een huldegroet aan zijn schoolmeester in 1898 tijdens een dorpsfeest om diens zoon Monseigneur Jeroom Van Aertselaer te huldigen die voorgoed naar China vertrok.
Gedicht van Lodewijk de Koninck - Ode aan zijn schoolmeester:
‘Een schoolman in de ziel, die aan zijn zegenader
Aan de onbesmette bron van wetenschap en deugd
Gedrenkt heeft en gespijsd een tallooze jeugd.
In vollen zin des woords een geest- en hartevoeder,
Die nergens weerga vond.
Wat beelden schudden hier mijn harte en ziele wakker!
Ginds aan de Noorderzij, heeft de oude school gestaan
Waar ik het eerste zaad van weten heb ontvaân.’ 

## Levensloop
Op aanraden van meester Van Aertselaer mocht hij verder studeren. Hij studeerde vanaf 1855 aan de Normaalschool van Lier en behaalde zijn diploma in april 1859 met grote onderscheiding. Daarna werd hij hulponderwijzer te Berlaar. Hij keerde terug naar Hoogstraten waar hij begon als hulponderwijzer met een jaarwedde van 600 frank en werkte met 300 leerlingen onder hoofdonderwijzer Van Aertselaer.
Van 31 maart 1865 tot 4 april 1874 vestigde hij zich als onderwijzer te Antwerpen bij E.H. Beyen. In 1869 debuteerde hij met de dichtbundel "Heidebloemen," die nagenoeg onopgemerkt bleef. In 1874 werd hij aangesteld tot onderwijzer te Meer waar hij bleef tot 1876. In 1876 werd hij kantonnaal schoolopziener voor de staatsscholen. Na de afkondiging van de schoolwet van 1879 nam hij ontslag en werd provinciaal inspecteur van de katholieke basisscholen. Hij was leraar Nederlandse taal- en letterkunde aan de katholieke normaalschool van Mechelen van 1880 tot 1895.
In 1901 verhuisde hij naar Retie, waar hij tot aan zijn dood in 1924 bleef wonen.

## Betekenis
Zijn levensloop en dichterschap stonden beide in het teken van een consequent katholiek geloof en verzet tegen liberaal vooruitstrevende ideeën. In 1883 werd hij vooral bekend door het epos "Het menschdom verlost," een werk in retorische alexandrijnen dat in ruim 20.000 verzen de verlossing van de mens door Christus bezingt. In 1887 schreef hij het libretto van het oratorium "Franciscus," op muziek gezet door Edgar Tinel, dat van meet af aan een groot succes kende en tot laat in de 20e eeuw talloze malen werd opgevoerd. 
De Koninck was als mens en als dichter een unicum. Hij kon of wilde niet in voeling komen met de geest van zijn tijd, die hij a priori afkeurde. In die zin noemt Remi Sterckens hem in zijn boek "De letterkunde in de Antwerpsche Kempen van 1830 tot 1900" de "kluizenaar in de Kempische letterkunde".
Als schrijver schreef hij gedichten die verwezen naar zijn katholiek geloof. Hij is vooral bekend van het in retorische alexandrijnen gestelde epos "Het menschdom verlost". Hij schreef ook het libretto van het oratorium Fransciscus van Edgar Tinel.

## Eretekens
- Derde Ordeling van Sint-Franciscus
- Kongreganist van O.L.Vrouw
- Officier in de Leopoldsorde
- Officier in de Kroonorde
- Ridder in de Sint-Gregoriusorde
- Ridder in de Sint-Silvesterorde
- Vereerd met het Burgerlijk Kruis 1ste klas

## Geboortehuis en sterfhuis
In Hoogstraten is er een Lodewijk de Konincklaan. Ook is er in de Gelmelstraat een huis (nr73) met een arduinen gevelsteen met het opschrift: "Geboortehuis van LODEWIJK DE KONINCK 1838-1924 Dichter van Het Menschdom Verlost. 'k zong gisteren 'k zing heden 'k zing morregen God. LDK".
In de voorgevel van zijn huis in Sint-Martinusstraat (nr. 8) te Retie, was er vroeger het opschrift te lezen "Hier leefde en stierf dichter Lodewijk De Koninck 1924". In 1929 werd op vraag van het plaatselijke Davidsfonds een monument voor hem opgericht te Retie en in 1938 werd hij gehuldigd in zijn geboortedorp Hoogstraten.